# تولجاهان عكار
تولجاهان عكار (بالتركية: Tolgahan Acar)‏ هو لاعب كرة قدم تركي في مركز حراسة المرمى، ولد في 4 يونيو 1986 في أضنة في تركيا. شارك مع منتخب تركيا تحت 19 سنة لكرة القدم ومنتخب تركيا تحت 20 سنة لكرة القدم ومنتخب تركيا تحت 21 سنة لكرة القدم. أما مع النوادي، فقد لعب مع أضنة سبور وألتينوردو وغازي عنتاب سبور ونادي جوزتيبي.

## وصلات خارجية
- تولجاهان عكار على موقع اتحاد تركيا (لاعب) (الإنجليزية)
- تولجاهان عكار على موقع قاعدة بيانات كرة القدم.إي يو (الإنجليزية)
- تولجاهان عكار على موقع Soccerway.com (الإنجليزية)
- تولجاهان عكار على موقع عالم كرة القدم.نت (الإنجليزية)